# Hypothèse de Prout

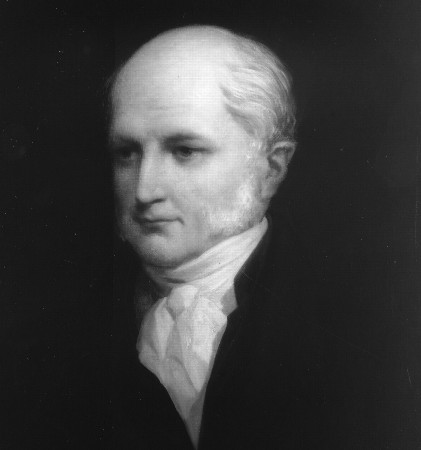
Peinture de William Prout, chimiste et physicien

Au début du XIXe siècle, l'hypothèse de Prout était une tentative d'explication de l'existence des divers éléments chimiques par une hypothèse concernant la structure interne de l'atome. En 1815 et en 1816, le chimiste britannique William Prout publiait deux articles dans lesquels il expliquait avoir observé que les masses atomiques qui avaient été mesurées pour les éléments connus de l'époque, semblaient être des multiples entiers de la masse atomique de l'hydrogène. Il a alors émis l'hypothèse que l'atome d'hydrogène était le seul objet véritablement fondamental, qu'il avait appelé protyle, et que les atomes des autres éléments étaient en fait des groupements de nombres variés d'atomes d'hydrogène.
L'hypothèse de Prout a eu une influence sur Ernest Rutherford lorsqu'il réussit, en 1917, à « extraire » des noyaux d'hydrogène en bombardant des atomes d'azote avec des particules alpha. Rutherford arriva à la conclusion que les noyaux de tous les éléments étaient peut-être constitués de telles particules fondamentales (noyau d'hydrogène). En 1920, il suggéra de les nommer « proton », du suffixe « -on » pour « particule », auquel il ajouta la racine du mot « protyle » de Prout. L'hypothèse, telle que Rutherford l'avait rapportée, était celle d'un noyau composé de Z + N = A protons (envisagé Proutons) auquel il ajoutait N électrons piégés d'une manière ou d'une autre à l'intérieur du noyau, réduisant ainsi la charge positive à +Z, telle qu'elle était observée. L'hypothèse des électrons pouvait expliquer également la radioactivité bêta. Une telle composition du noyau était connue comme étant incompatible avec les connaissances en dynamique (aussi bien classique que la toute nouvelle quantique) mais elle semblait inévitable en attendant l'hypothèse des neutrons par Rutherford, ainsi que leur découverte par le physicien anglais James Chadwick.
Les explications des écarts connus entre l'hypothèse de Prout et la masses atomiques de certains éléments, dont la valeur était éloignée des multiples entiers de l'hydrogène, fut apportée entre 1913 et en 1932 par la découverte des isotopes et du neutron. D'après la règle des nombres entiers de Francis Aston, l'hypothèse de Prout reste correcte si l'on considère les masses atomiques des isotopes individuels, avec une erreur de moins de 1 %.

## Influence
L'hypothèse de Prout est restée influente dans le domaine de la chimie tout au long des années 1820. Cependant, des mesures plus minutieuses des masses atomiques, telles que celles compilées par Jacob Berzelius en 1828 ou Edward Turner en 1832, réfutaient l'hypothèse:682–683. En particulier, la masse atomique du chlore, qui est de 35,45 fois celle de l'hydrogène, ne pouvait pas s'expliquer par l'hypothèse de Prout. Certains ont avancé l'affirmation selon laquelle l'unité de base pourrait être la moitié d'un atome d'hydrogène, mais d'autres divergences sont apparues, et elles ont abouti à l'hypothèse que l'unité commune serait un quart de l'atome d'hydrogène. Bien qu'elles se soient avérées fausses, ces conjectures ont catalysé de plus amples mesures des masses atomiques.
Dès 1919, l'écart dans les masses atomiques était soupçonné d'être le résultat de la présence naturelle de plusieurs isotopes du même élément. FW Aston avait découvert plusieurs isotopes stables pour de nombreux éléments à l'aide d'un spectrographe de masse. En 1919, Aston avait étudié le néon avec une précision qui lui permettait de montrer que les deux masses isotopiques étaient très proches des entiers 20 et 22, et qu'aucune n'était égale à la masse molaire connue (20,2) du gaz néon.
En 1925, on découvrait que le très problématique chlore était en réalité composé des isotopes 35Cl et 37Cl, dans des proportions telles que la masse moyenne du chlore naturel était d'environ 35,45 fois celle de l'hydrogène. Pour tous les éléments, chaque isotope individuel de nombre de masse A s'est finalement avéré avoir une masse très proche de A fois celle de l'atome d'hydrogène, avec une erreur toujours inférieure à 1 %. On était donc très proche de montrer que l'hypothèse de Prout était correcte. Néanmoins, il s'est avéré plus tard que la règle ne pouvait pas prédire les masses isotopiques pour tous les isotopes, principalement en raison du défaut de masse résultant de la libération d'énergie de liaison dans les noyaux atomiques lors de leur formation.
Bien que tous les éléments soient le produit de la fusion nucléaire de l'hydrogène, créant des éléments plus lourds, il est maintenant entendu que les atomes sont constitués à la fois de protons (noyaux d'hydrogène) et de neutrons. La version moderne de la règle de Prout est que la masse atomique d'un isotope, ayant un nombre de protons (numéro atomique) Z et un nombre de neutrons N, est égale à la somme des masses de tous ses protons et neutrons constitutifs, moins la masse de l'énergie de liaison nucléaire, ce que l'on appelle le « défaut de masse ». Selon la règle des nombres entiers proposée par Francis Aston, la masse d'un isotope est approximativement (mais pas exactement) égale à son nombre de masse A = Z + N multiplié par une unité de masse atomique u, l'écart étant l'énergie de liaison. L'unité de masse atomique représente approximativement la masse d'un proton, la masse d'un neutron ou la masse d'un atome d'hydrogène. Par exemple, les atomes de fer 56 (qui ont l'une des énergies de liaison les plus élevées) ont une masse qui ne fait qu'environ 99,1 % de la masse totale de 56 atomes d'hydrogène. Les 0,9 % de masse manquants représentent l'énergie de liaison perdue lorsque le noyau de fer est fabriqué à partir d'atomes d'hydrogène à l'intérieur des étoiles (voir nucléosynthèse stellaire).

## Allusions littéraires
Dans son roman de 1892 The Doings of Raffles Haw, Arthur Conan Doyle parle de transformer des éléments en d'autres éléments plus légers, jusqu'à attendre une matière grise.
Dans son roman Vie et Destin de 1959, le personnage principal de Vasily Grossman, le physicien Viktor Shtrum, réfléchit sur l'hypothèse de Prout selon laquelle l'hydrogène est à l'origine des autres éléments, et le fait heureux que les données incorrectes de Prout aient conduit à une conclusion essentiellement correcte, lorsqu'il s'inquiète de son incapacité à formuler sa propre thèse.